# Republiken Kinas nationalsång
Republiken Kinas Nationalsång (traditionell kinesiska: 中華民國國歌?, förenklad kinesiska: 中华民国国歌?, pinyin: Zhōnghuá Míngúo gúogē) är Taiwans officiella nationalsång. Texten handlar om hur en ny nations, och dess folks, vision och hopp kan och ska åstadkommas och bevaras genom att använda Folkets tre principer. Informellt är sången känd som "San Min Chu-i" eller "Folkets tre principer" från inledningsraden, men det namnet används aldrig i officiella sammanhang. 
Texten till sången skrevs i samarbete mellan Hu Hanmin, Dai Jitao, Liao Zhongkai och Shao Yuanchong och den baserar sig på ett tal som Sun Yat-sen höll den 16 juli 1924 på Krigshögskolan i Whampoa. Efter Kuomintang segrat i Nordfälttåget och enat Kinas centrala delar 1928 beslöt partiet att texten skulle bli partiets officiella sång och utlyste en tävling för musik att tonsätta texten, vilken vanns av Cheng Maoyun. Den officiella översättningen till engelska gjordes av Tu Ting-yi.

## Text
| Kinesiska (traditionella tecken)                                                                                      | Pinyin | Engelska |
| --- | --- | --- |
| 三民主義 吾黨所宗 以建民國 以進大同。 咨爾多士 為民前鋒； 夙夜匪懈 主義是從。 矢勤矢勇 必信必忠； 一心一德 貫徹始終。 | Sānmín Zhǔyì, wú dǎng suǒ zōng, Yǐ jiàn Mínguó, yǐ jìn Dàtóng. Zī, ěr duó shì, wèi mín qiánfēng; Sù yè fěi xiè, Zhǔyì shì cóng. Shǐ qín shǐ yǒng, bì xìn bì zhōng; Yì xīn yì dé, guànchè shǐ zhōng. | San Min Chu-i, Our aim shall be: To found a free land, World peace, be our stand. Lead on, comrades, Vanguards ye are. Hold fast your aim, By sun and star. Be earnest and brave, Your country to save, One heart, one soul, One mind, one goal... |

## Diskussion och status
Sången har en stark koppling till Kuomintang, vilket har väckt frågor om t.ex. den nuvarande president Tsai Ing-wen, som representerar DPP, är villig att sjunga den och kan sången överhuvudtaget kallas för en nationalsång. Ett alternativ är Taiwans flaggsång som sjungas traditionellt vid flagghissningen och nuförtiden också i olympiska spelen där Taiwan deltar under namnet "Chinese Taipei" och kan inte sjunga sin officiella nationalsång.
Sången är förbjuden på det kinesiska fastlandet, och rekommenderas inte att spelas i Hongkong och Macao.